# Zakro Vigla
Zakro Vigla o Vigla Zakrou (en griego, Βίγλα Ζάκρου) es un yacimiento arqueológico con restos de un santuario minoico. Está ubicado en el este de la isla de Creta (Grecia), en el municipio de Sitía y la unidad municipal de Itano, cerca del pueblo de Epano Zakros.  
Este yacimiento arqueológico fue explorado por Kostis Davaras en 1972. Está situado en dos terrazas de la cima de un monte de 711 m y en él se han encontrado restos de un santuario de montaña que estuvo en uso en el periodo minoico medio. Los hallazgos incluyen figurillas antropomórficas, figurillas de animales, piezas de cerámica, guijarros, huesos y restos de ceniza. Sin embargo, no se han encontrado restos arquitectónicos como los de otros santuarios de montaña. Este santuario tenía línea de visión con la costa que está frente al palacio de Kato Zakros, pero no tenía visión directa con ese palacio minoico.